# Muscolo supinatore
Il muscolo supinatore (detto anche muscolo breve supinatore) è un muscolo di forma triangolare, localizzato nella parte superiore del piano profondo dei muscoli posteriori dell'avambraccio. Non può essere palpato.

## Origine, decorso e inserzione
Il muscolo supinatore ha un'origine molto vasta, esso infatti origina lateralmente tra ulna e omero, più precisamente dall'epicondilo laterale dell'omero, sulla superficie adiacente dell'ulna, cioè sulla cresta del muscolo supinatore, dalla capsula, dal legamento anulare dell'articolazione radio-ulnare, dal legamento collaterale radiale. Tra il capo ulnare e quello omerale passa il nervo interosseo.
Le fibre muscolari si dirigono obliquamente in basso, di lato ed in avanti, avvolgendo il terzo superiore del corpo del radio a spirale.
Si inserisce sulla superficie antero-laterale del terzo superiore del radio.

## Innervazione e vascolarizzazione
Viene innervato dal ramo profondo del nervo radiale(C5, C6 e C7).
Viene vascolarizzato da rami dell'arteria ricorrente radiale anteriore e da rami dell'arteria collaterale radiale esterna.

## Funzione
Supina l'avambraccio e con esso la mano. È maggiormente efficace quando il gomito è in estensione.

## Galleria d'immagini

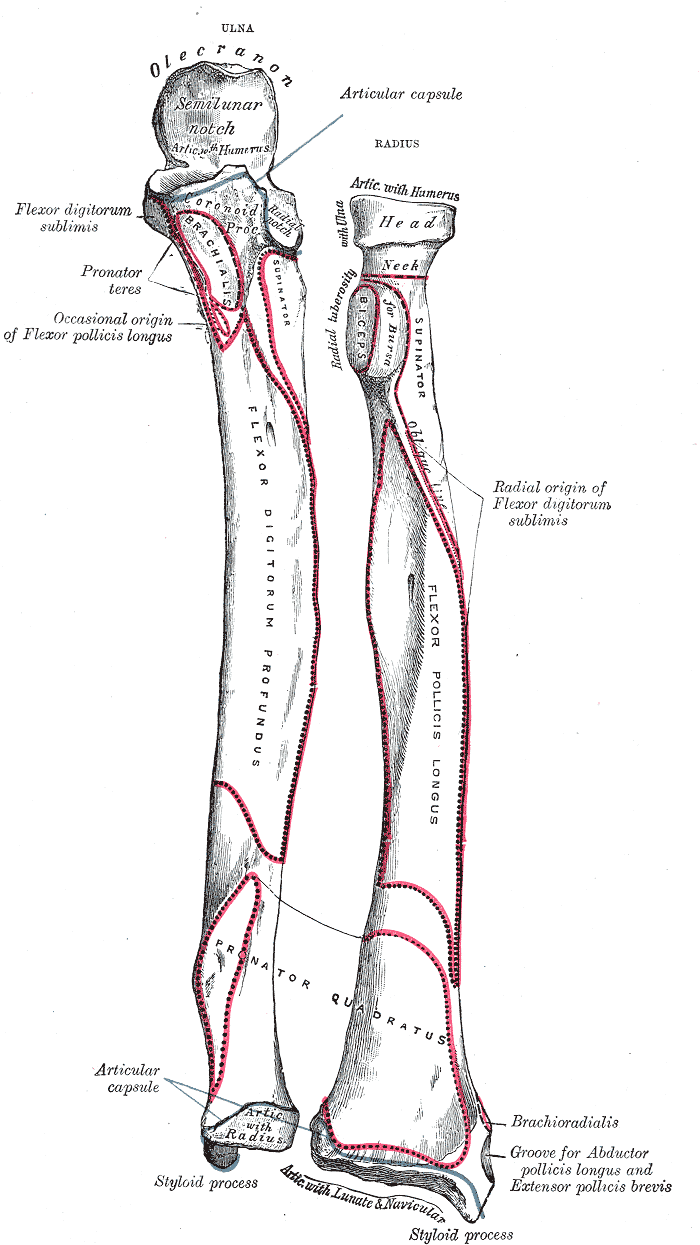
Radio e ulna di sinistra visti dall'avanti.
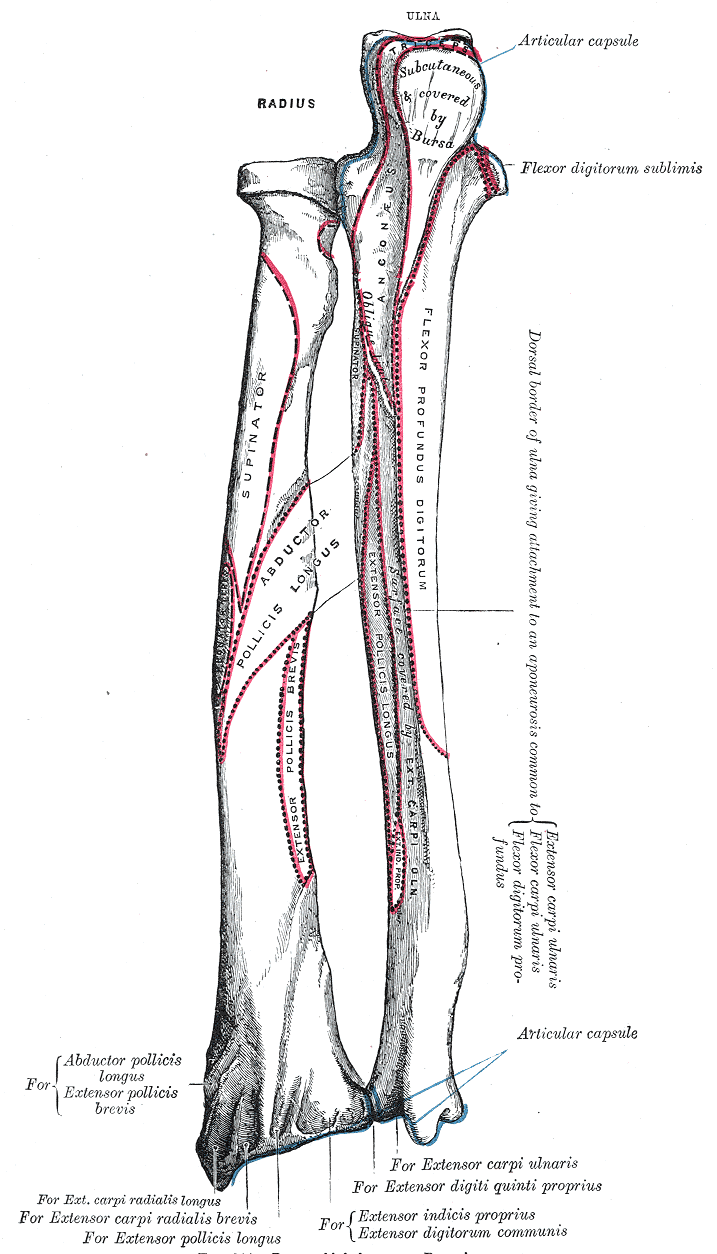
Radio e ulna di sinistra visti dal di dietro.
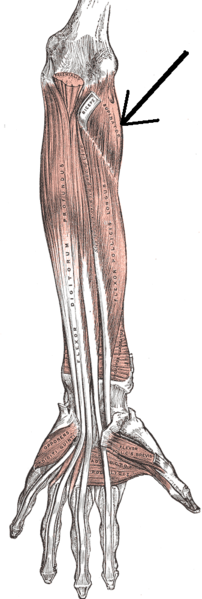
Muscoli anteriori profondi dell'avambraccio.
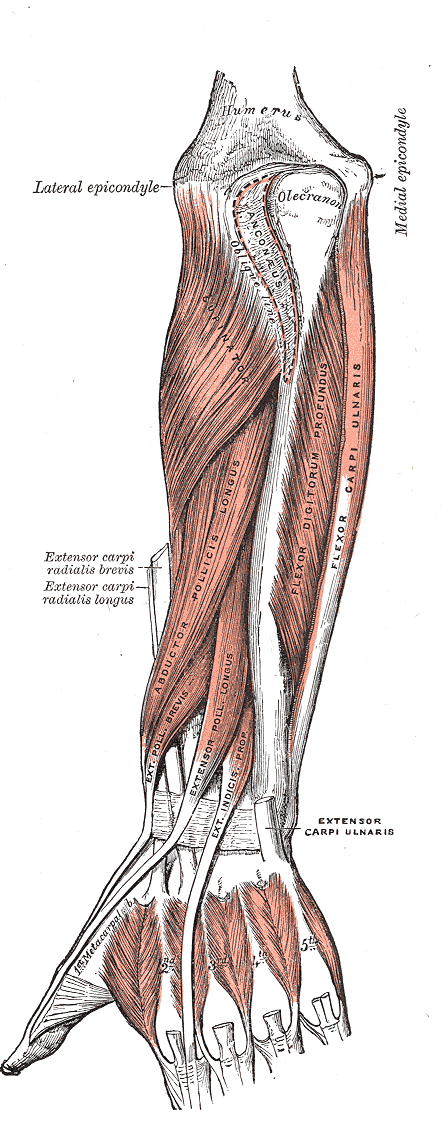
Muscoli posteriori profondi dell'avambraccio.
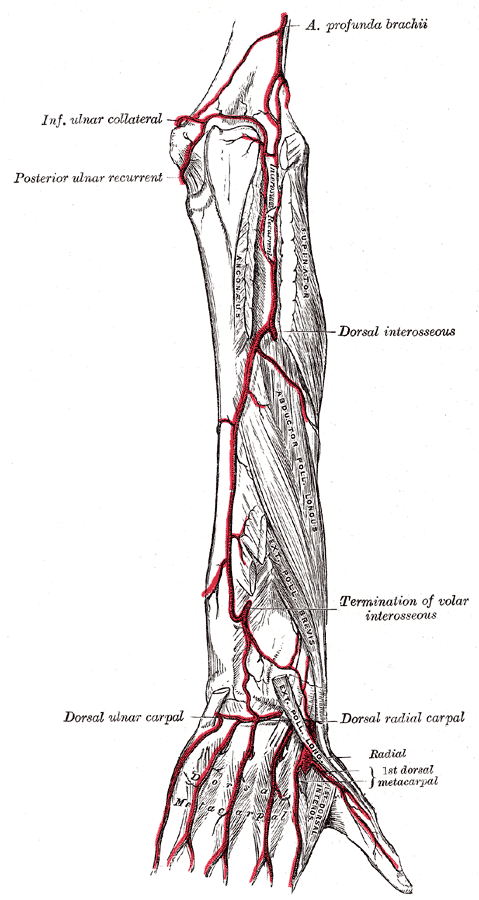
Arterie posteriori dell'avambraccio e della mano.